# Vol Trans-Air Service 671
Le 31 mars 1992, un Boeing 707 cargo effectuant le vol Trans-Air Service 671, entre le Luxembourg et le Nigeria, subit une séparation en vol de ses deux moteurs droits après un peu moins d'une heure de vol, près des Alpes françaises. L'importance des dégâts oblige les pilotes à effectuer un atterrissage d'urgence sur la base aérienne d'Istres-Le Tubé, dans le département des Bouches-du-Rhône. 
L'avion subit des dommages irréparables en raison d'un incendie sur l'aile droite à l'atterrissage, mais ses cinq occupants survivent à l'accident.

## Avion et équipage

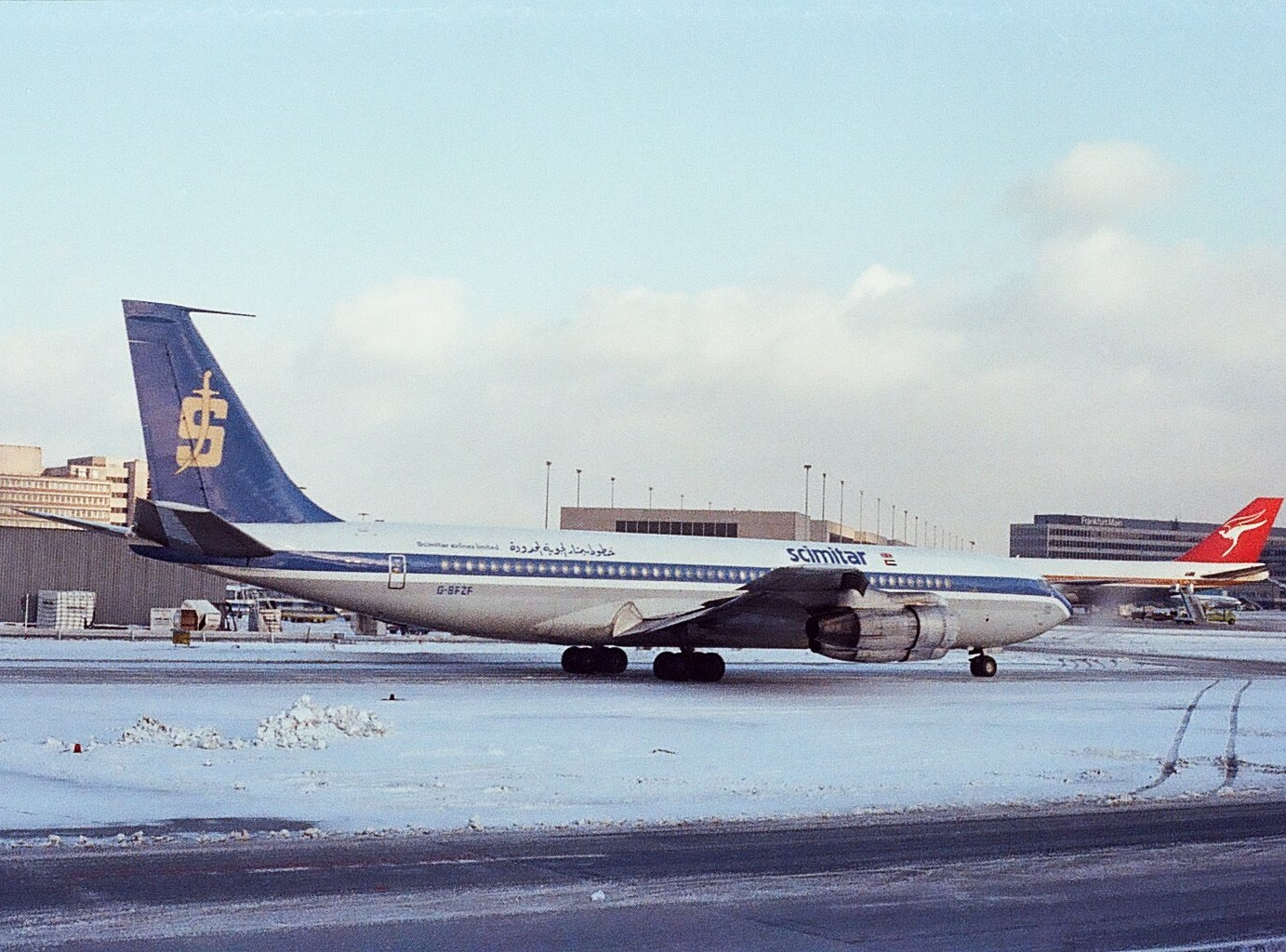
L'appareil impliqué dans l'accident, alors qu'il opérait pour (G-BNGH), ici à l'aéroport de Francfort-sur-le-Main en janvier 1979.

L'appareil impliqué est un Boeing 707-321C âgé de 28 ans. Il a été fabriqué en avril 1964 et a été livré pour la première fois à Pan Am à la fin du mois. Il cumulé 60 985 heures de vol, ainsi que 17 907 cycles de vol (décollage/atterrissage), et est propulsé par quatre turboréacteurs de type Pratt & Whitney JT3D-3B. Au cours de sa carrière commerciale, le propriétaire et l'immatriculation de l'avion ont changé plusieurs fois ; au moment de l'accident, il est immatriculé 5N-MAS et exploité pour la compagnie nigériane Trans-Air Service.
Le commandant de bord est Ingemar Berglund (57 ans), de nationalité suédoise ; il totalise environ 26 000 heures de vol à son actif, dont 7 100 heures sur Boeing 707. Le copilote est Martin Emery (44 ans), de nationalité britannique ; il compte environ 14 000 heures de vol, dont 4 500 heures sur Boeing 707. Le mécanicien navigant est Terry Boone (55 ans), également de nationalité britannique ; il totalise environ 18 000 heures de vol, toutes effectués sur Boeing 707.
Un mécanicien, Ike Nwabudike, 36 ans, de nationalité nigériane, et un superviseur du fret, Ingebar Einarssen, 27 ans, de nationalité islandaise, sont également à bord de l'appareil.

## Accident
Le vol 671 a décollé de l'aéroport de Luxembourg-Findel à 07h14 UTC ; il transportait 38 tonnes de fret et était à destination de l'aéroport international Mallam Aminu Kano, près de Kano, au Nigeria. Vers 8h11, alors que l'avion franchissait 32 000 pieds (9 800 m) au-dessus du département de la Drôme, dans le sud-est de la France, l'équipage a remarqué de fortes turbulences et a entendu un bruit sourd ; l'avion a ensuite commencé à partir en roulis vers la droite.
Le commandant Berglund a ensuite désactivé le pilote automatique et utilisé les commandes du manche et de la gouverne de direction pour reprendre le contrôle de l'avion. De plus, l'alarme d'incendie s'était mise à sonner en permanence et ne pouvait pas être désactivée par le mécanicien navigant. Le copilote Emery a par la suite observé que le moteur n°4, situé à l'extrémité de l'aile droite, s'était détaché de l'aile et a immédiatement lancé un appel de détresse. Il a ensuite remarqué que le moteur n°3 (le moteur intérieur de l'aile droite) s'était également détaché de l'aile. Le commandant de bord a ensuite commencé à effectuer une descente d'urgence vers Marseille, tandis que le mécanicien navigant Boone a commencé à larguer du carburant en vue d'un atterrissage d'urgence.
Pendant la descente, l'équipage a remarqué la piste d'un aérodrome devant lui ; il s'agissait de la base aérienne d'Istres-Le Tubé, située à Istres, en France. L'équipage décide alors d'atterrir sur la piste 15 à Istres ; cela nécessitait d'effectuer un virage à gauche avant l'atterrissage. L'enregistreur phonique (CVR) a montré que ce virage à gauche s'est avéré très difficile à réaliser pour le commandant Berglund, étant donné les dommages causés aux commandes de vol de l'avion. Peu avant l'atterrissage, le contrôle aérien a observé un début d'incendie sur l'appareil.
Le vol 671 a effectué un atterrissage d'urgence à Istres à 8h35, environ 24 minutes après la séparation initiale des deux moteurs. Après le toucher des roues sur la piste, l'avion a viré du côté gauche de la piste. Après l'immobilisation de l'avion, l'équipage a remarqué qu'il y avait un incendie sur l'aile droite de l'avion. Les cinq occupants de l'avion ont survécu sans aucune blessure ; cependant, l'aile droite a subi des dégâts considérables à la suite de l'incendie. Le 707 a été endommagé de manière irréparable, puis a par la suite été retiré du service.

## Enquête
Les moteurs n°3 et 4 ont été retrouvés près de Séderon, dans la Drôme, à 90 km de la base aérienne d'Istres.
L'enquête révèle que le moteur numéro trois s'est détaché en raison d'une fatigue du métal dans le pylône qui le retenait à l'aile. La fissure s'est progressivement agrandie dans le temps jusqu'à la rupture du moteur qui, dans sa chute, heurte le moteur numéro quatre, provoquant également sa séparation.
De plus, une consigne de navigabilité exigeant des inspections périodiques des pylônes s'est avérée inefficace pour détecter la présence de telles fissures de fatigue.

## Conséquences
À la suite de cet accident, le Bureau d'Enquêtes et d'Analyses pour la Sécurité de l'Aviation Civile (BEA) a recommandé de modifier les procédures d'inspection des pylônes afin de détecter plus facilement les fissures de fatigue. Le BEA a également recommandé que les contrôleurs aériens reçoivent une formation régulière aux situations d'urgence par des études théoriques et par la réalisation d'exercices pratiques.
L'année suivant l'accident, l'équipage du vol 671 a reçu le prix commémoratif Hugh Gordon-Burge de l'Honourable Company of Air Pilots (en) pour son professionnalisme.

## Médias
L'accident a fait l'objet d'un épisode dans la série télévisée Air Crash nommé « Double problème » (saison 22 - épisode 4).